# Herr Christ der ein'ge Gottessohn
Herr Christ der ein'ge Gottessohn (in tedesco, "Signore Cristo, unico figlio di Dio") BWV Anh 156 è una cantata di Georg Philipp Telemann, erroneamente attribuita a Johann Sebastian Bach.

## Storia
Si hanno poche informazioni su questa cantata. Composta per la festa dell'Annunciazione su testo di Erdmann Neumeister, venne erroneamente catalogata come BWV Anh 156 nella lista delle composizioni di Johann Sebastian Bach. Tuttavia, la paternità dell'opera è successivamente stata attribuita a Georg Philipp Telemann.